# Blanco Corredoira
José María Blanco Corredoira (n. Madrid, 1968) es un escritor español.

## Reseña biográfica
Nacido en 1968, comenzó a colaborar como articulista en los periódicos escolares que dirigía el lingüista y autor de manuales de redacción y estilo, D. Carlos Urdiales Recio. Sus primeros artículos aparecen bajo una sección titulada "Albero Taurino".
En el verano del año 2001 cuando compone una serie de artículos diarios que se publican al año siguiente con el título "Todo un verano" (Viravolta, 2002). Destacan entre ellos los que se escribieron en cada una de las jornadas que siguieron al 11 de septiembre de 2001, y el de ese mismo día, con el título "Hoy ha estallado la guerra terrorista"; pues son descriptivos de la desolación sufrida en Nueva York, de la conmoción subsiguiente y premonitorios de la etapa que se inicia. 
Su siguiente obra publicada se titula "Madrid no tiene arreglo" (Sílex, 2007), que como reza la propia portada es una "crónica de costumbres de un paseante en Corte". En dicho libro traza una teoría de Madrid; ofrece una galería de personajes madrileños y, por último, hace un recorrido por las costumbres de su tiempo. Esta obra está influenciada por autores cuya obra gira en buena parte en torno a Madrid como ciudad y capital; así Mesonero Romanos, Carlos Arniches, Ramón Gómez de la Serna, César González Ruano o Francisco Umbral.
Unos años después se publica una novela histórica, "Añoranza de guerra" (La esfera de los Libros, 2011), en la que se narra la vida de un voluntario de la División Azul y prisionero español en la Unión Soviética. Esta obra mereció muchos comentarios favorables, incluso de veteranos de aquella unidad como Juan José Sanz Jarque, Juan Serrano-Mannara o Francisco García Izquierdo. Algunos de éstos habían también publicado sus memorias de guerra.
Su siguiente obra se titula "Flagrante Madrid" (Huerga & Fierro, 2014) que es una exaltación poética sobre Madrid y recoge poemas dedicados o centrados exclusivamente en la capital.
En el 2017 vuelve a publicar con La Esfera de los libros una novela histórica con el título “Objetivo Skorzeny” en el que narra la vida en España de Otto Skorzeny, un aventurero que alcanzó la fama mundial con el rescate de Mussolini en el Grand Sasso en 1943.
En 2018 publica un libro de relatos con la editorial Sial Pigmalión con el título de “El secreto de Amarante. Misterios y leyendas al borde del Camino de Santiago”, obra que contiene veintidós cuentos que transcurren en la comarca lucense de la Ulloa.
En 2019 la editorial Almuzara publica su trabajo "Los misterios del Camino de Santiago", compendio de narraciones sobre las leyendas del Camino, los milagros recogidos desde la tradición medieval y una explicación histórica de cómo surge el culto jacobeo.
En 2021 publica con Almuzara su obra "Madrid de leyenda", recorrido histórico por algunos de los hechos y personajes más insólitos y legendarios de la capital. Como advierte el propio autor: «es un libro que se puede pasear. Partiendo de sus historias, se pueden tejer muy deliciosos recorridos».
En 2024 aparece publicada su obra "El rey que todo lo perdió", que es un ensayo histórico en forma de crónica de España desde la "promesa de un reinado" hasta que se culmina la Transición, y centrada en la restauración de la monarquía y el papel de don Juan Carlos.

## Obra publicada
- Todo un verano (2002). Viravolta.
- Madrid no tiene arreglo (2007). Sílex.
- Añoranza de guerra (2011). La esfera de los libros.
- Flagrante Madrid (2014). Huerga y Fierro.
- Objetivo Skorzeny (2017). La esfera de los libros.
- El secreto de Amarante (2018). Sial Pigmalión.
- Los misterios del Camino de Santiago (2019). Almuzara.
- Madrid de leyenda (2021). Almuzara.
- El rey que todo lo perdió (2024). SND Editores.